# Instituto dos Vinhos do Douro e Porto

Logo des IVDP

Das Instituto dos Vinhos do Douro e Porto, abgekürzt IVDP, zu deutsch Douro- und Portwein-Institut, ist ein Institut in Portugal, das den Anbau, die Verarbeitung und den Handel mit Wein aus der Region Douro, insbesondere Portwein, reglementiert, kontrolliert und fördert.
Das IVDP ist ursprünglich eine privatwirtschaftliche Interessenvertretung der Winzer und Weinhändler der Region, betreibt Werbung und Information, fördert den Tourismus in der Region und den internationalen Handel. Das Institut ist aber vom portugiesischen Finanz- und Landwirtschaftsministerium mit weitreichenden Kompetenzen zur Wahrnehmung öffentlicher Aufgaben ausgestattet, insbesondere der Aufstellung und Überwachung der Regularien.
Das Institut hat seinen Hauptsitz im Weinanbaugebiet in Peso da Régua und eine Außenstelle in Porto, wo die meisten Kellereien und Händler angesiedelt sind.

## Geschichte

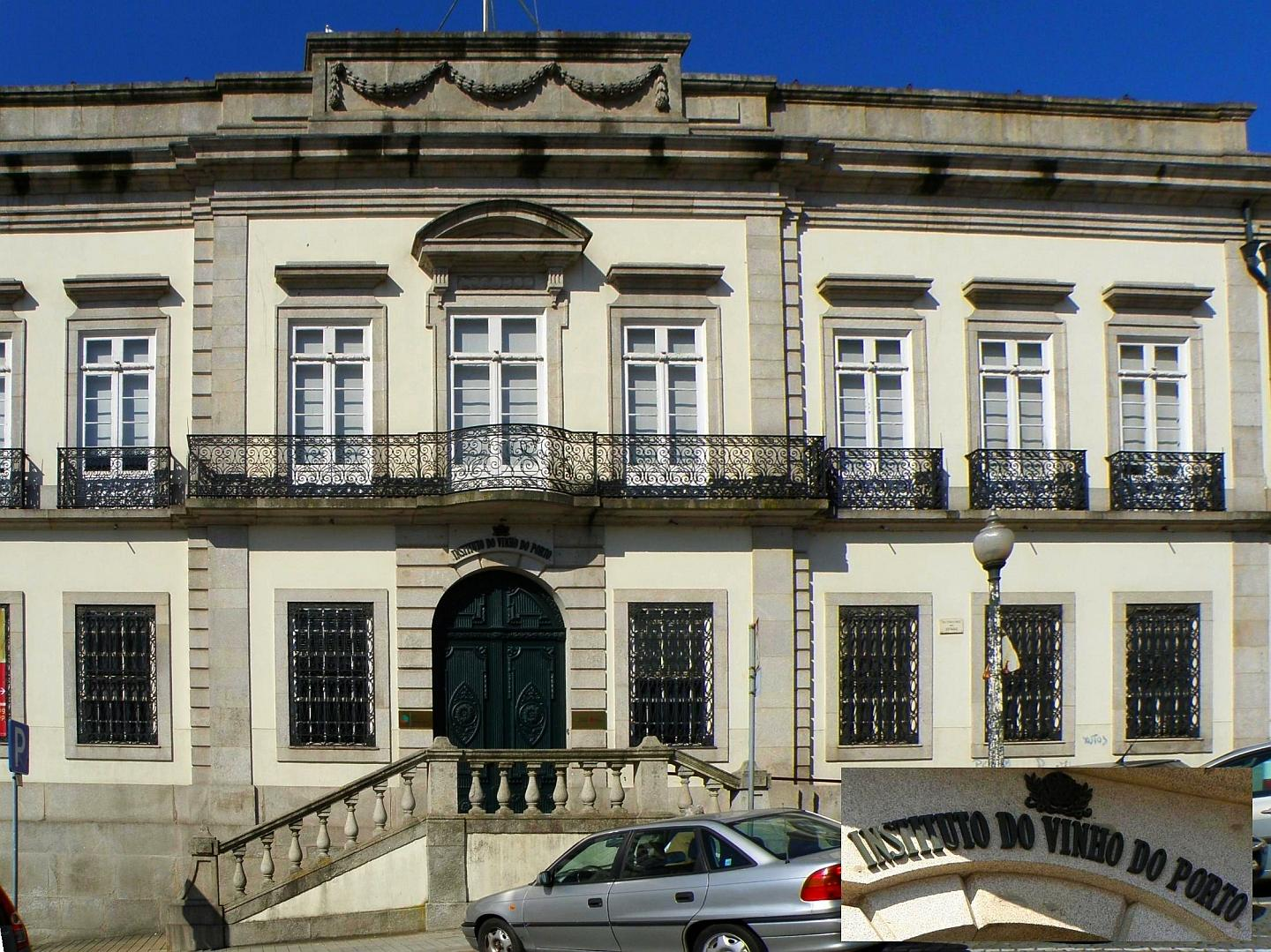
Das alte Gebäude des IVP in Porto

Bis 2003 war das IVDP nur als Instituto do Vinho do Porto (IVP, deutsch: Portweininstitut) bekannt. In diesem Jahr wurde die Comissão Interprofissional da Região Demarcada do Douro (CIRDD, deutsch: Interprofessionelle Kommission für die Demarkationsregion Douro), welche allgemein die Herstellung und  den Handel mit Wein aus der Region Douro überwacht, in das IVP integriert und der Name wurde um den Bestandteil "Douro" erweitert.
Das Portweininstitut wurde 1933 auf Initiative des Casa do Douro (Gesellschaft der Weinbauern) und des Grémio dos Exportadores do Vinho do Porto (Gremium der Portweinexporteure) gegründet, um als gemeinsames Kontrollorgan und Interessenvertretung für den gesamten Portwein zu wirken.
Die Ursprünge liegen aber noch weit früher. Das IVDP führt seine Geschichte zurück auf die Companhia Geral da Agricultura das Vinhas do Alto Douro (deutsch: Allgemeine Gesellschaft für den Weinanbau des Oberen Douro), welche 1756 vom Marquês de Pombal ins Leben gerufen wurde.

## Qualitätssiegel

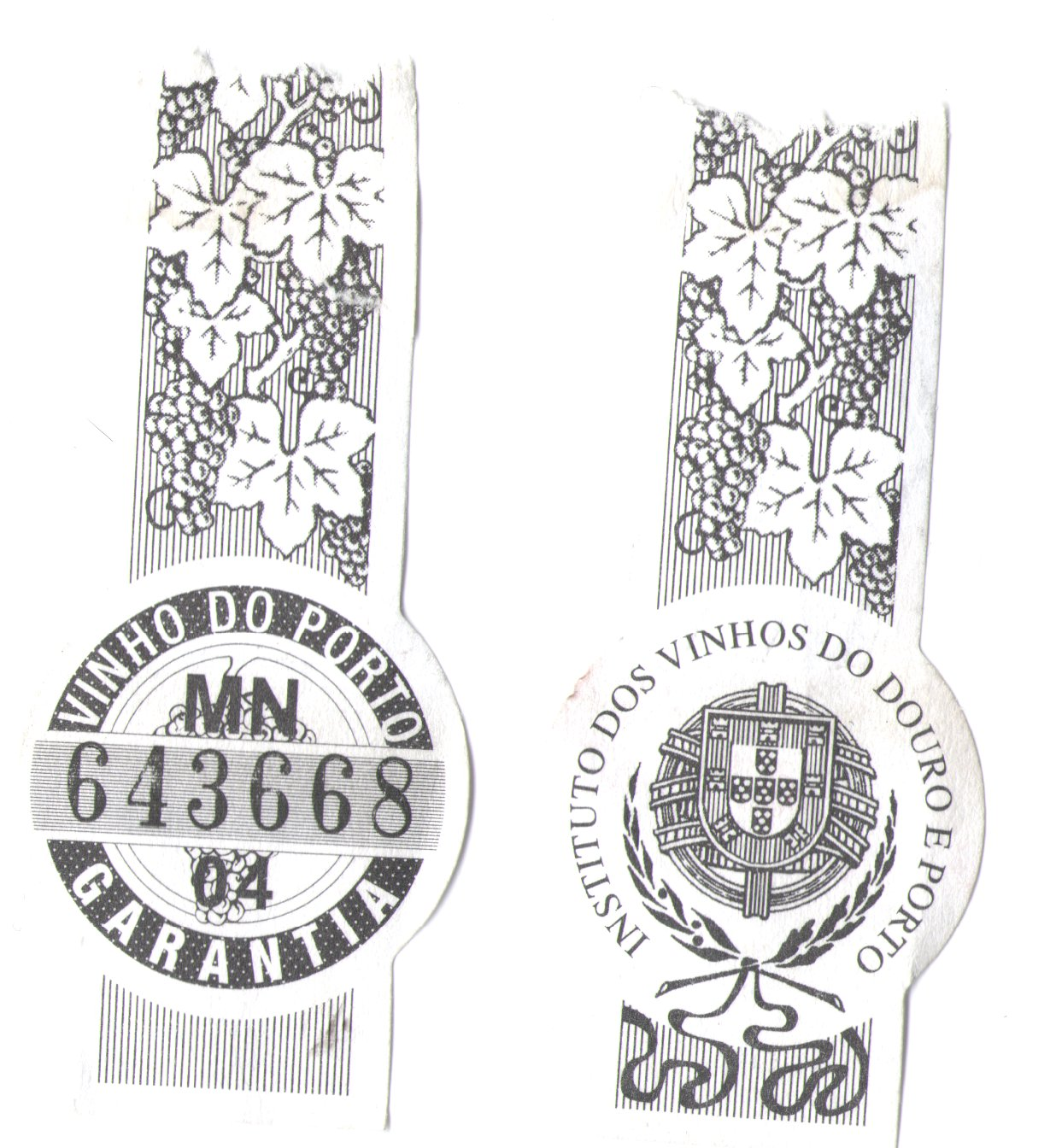
Das Garantiesiegel des IVDP, welches am Flaschenhals jedes echten Portweines angebracht ist

Das Institut ist dem Verbraucher vor allem bekannt durch das Papiersiegel am Flaschenhals eines jeden „echten“ Portweines (siehe Bild). Mit diesem Siegel wird die Herkunft aus der Region und die Herstellung gemäß den Regularien des IVDP zertifiziert. Das Siegel sagt nichts über die genaue Qualität des Ports, denn jeder echte Port trägt es. Lediglich eine Mindestqualität ist sichergestellt.
Der Buchstaben- und Nummern-Code auf dem Siegel hat für den Verbraucher keine Aussagekraft. Das IVDP kann aus dieser Nummer auf den Hersteller und das ungefähre Jahr der Flaschenabfüllung zurückschließen, jedoch nicht auf Typ, Alter oder Qualität des Weines.